# Conjunt de cases al carrer Sant Cebrià (Tiana)
Conjunt de cases al carrer Sant Cebrià és una obra de Tiana (Maresme) inclosa a l'Inventari del Patrimoni Arquitectònic de Catalunya.

## Descripció
Edifici civil.
Construcció subdividida en quatre habitatges iguals. Tot el conjunt està format per una planta baixa, un pis i un terrat. Destaca perquè tota la construcció es presenta "obra vista": el cos inferior utilitza el maó en la seva totalitat i en totes les obertures s'utilitza el maó col·locat a cantell. Cadascun dels habitatges consta exteriorment d'un balcó i una finestra en el pis superior, i una finestra i una gran porta o portal de dues fulles a la part inferior o planta baixa.
Corona la part alta de la cornisa una balustrada que tanca el terrat.